# 摘便
摘便（てきべん）とは、肛門から指を入れ、大便を摘出する医療行為である。

## 概要
直腸内に便がたまり、自然排便できないときに行う。
実施時は、ゴム手袋等を着用し、グリセリンなどの潤滑剤を使用して、肛門、直腸を傷つけないように注意する。
医療機関においては看護師が患者に対して行うが、自分で行う場合もある。脊髄損傷などで下半身の自由を失うと、腹筋や肛門括約筋をコントロールできなくなるため自ら摘便する技術が必要となる。こうした場合、体温で溶けると発泡してガスに変わる座薬（商品名：レシカルボン等）を補助的に使用することもある。直腸の出来るだけ奥に座薬を挿入し、10分から20分程待ち、完全にガス化して直腸が押し広げられてから摘便を行う。
分娩の際に大便が腸に溜まってそれを阻害する場合、摘便を行うことがある。
大便の場合は摘便するが、尿の場合はカテーテルを使用して強制的に排尿する。これは導尿という。